# 或子 (漫畫家)
或子（日语： Aruko，7月26日—），日本漫畫家。出身於石川縣。A型血。其筆名來自於本名（ → RYOKO → R子→  → ）。

## 簡歷
- 1999年：以首次亮相[1]。
- 2005年：連載《康子與健兒》，至2006年完結。2008年7月，被拍成電視劇（日本電視台系列、週六連續劇時段）[5]。
- 2011年：《俺物語!!》（原作：河原和音）在《別冊瑪格麗特》連載，至2016年完結。
- 2022年：《被擦掉的初戀》獲得2021年第67屆小學館漫畫獎少女部門[2][3][4]。

## 作品列表

### 單行本
- （2001年）
- 情書（2002年）
- HIGH SCORE（2002年—2003年，全2冊）
- 三個辮子和紅色腳踏車（2004年）
- 銀河（2004年）
- 康子與健兒（2005年—2008年，全5冊）
- 情書來自…（2007年）
- 超力！桃木高校（日语：超立!!桃の木高校）（2008年—2009年，全3冊）
- 終電車（2010年）
- 偶然的驚喜（2011年）
- 俺物語!!（原作：河原和音，2011年—2016年，全14冊）
- 魔法眼鏡（2014年）
- 被擦掉的初戀（2019年—2022年，全9冊）

### 短篇
- （出道作品）
- 戀情孵化
- END OF THE WORLD
- 情書
- HELLO GOOD-BYE
- 水色
- BACK MY HEART
- 勿忘我
- 我的右手、你的左手
- 三個辮子和紅色腳踏車
- 康子與健兒
- 暴走兄妹—《康子與健兒》番外篇。
- 銀河
- —單行本《銀河》單行本收錄新作品。
- 秋櫻
- 戀物語
- 情書來自
- 夏天、Yesterday
- 情人節奇蹟
- 偶然的驚喜
- SLOW RAIN
- ROAD TO…（《別冊瑪格麗特 sister》2014年秋季號）
- between a & b[6]（《The Margaret（日语：ザ マーガレット）》2022年秋季號）
- [7]（擔任作畫，《別冊瑪格麗特》2023年2月號）
- （擔任作畫，《別冊瑪格麗特》2023年11月號[8]）
- 25（擔任作畫，《別冊瑪格麗特》2024年12月號[9]）—或子作家生涯25週年紀念短篇[9]。

### 系列作品
- 天真的顏色（全2話）
- 再見太陽（日语：さよなら太陽）（全4話）
- 終電車（全4話）
- another day（全2話）

### 單行本未收錄作品
- 俺物語!! 番外篇[10]（《別冊瑪格麗特》2018年10月號）
- 被擦掉的初戀 小劇場（擔任作畫，《別冊瑪格麗特》2021年8月號[11]—2021年10月號）
- （擔任作畫、原作：河原和音，《Cocohana》2022年12月號[12][13]—2023年1月號[14]）—前後篇
- （《別冊瑪格麗特》2024年8月號[15]—2025年3月號[16]）

### 其它作品
插圖
- （無標題）[17]（《Cocohana（日语：Cocohana）》2022年1月號別冊附錄《Cocohana創刊10周年 ANNIVERSARY BOOK》）
- （《月刊！Spirits》2024年10月號[18]）—插圖[19]

封面插圖
- 文庫本（著作：中村航，集英社未來文庫（日语：集英社みらい文庫），2011年）

CD封套插圖
- 網路發佈限定單曲「No.1」（槙原敬之，2015年10月28日）[20]